# Willy und Helga Verkauf-Verlon Preis
Der Willy und Helga Verkauf-Verlon Preis ist ein österreichischer Literaturpreis.
Der Preis wurde von Willy Verkauf und seiner Gattin für antifaschistische österreichische Publizistik im Jahr 1991 gestiftet und wird vom Dokumentationsarchiv des österreichischen Widerstandes verliehen.

## Preisträger
- 1991: Herbert Exenberger
- 1992: Fritz Hausjell
- 1993: Maria Sporrer
- 1994: Oliver Rathkolb
- 1995: Wolfgang Purtscheller
- 1996: Brigitte Bailer
- 1997: Robert Streibel
- 1998: Anton Pelinka
- 1999: Rainer Mayerhofer
- 2000: Peter Huemer
- 2001: Marianne Enigl
- 2002: Winfried Garscha
- 2003: Ruth Wodak
- 2004: Gerhard Roth
- 2005: Robert Schindel
- 2006: Eva Blimlinger
- 2007: Doron Rabinovici und Christa Zöchling
- 2008: Helmut Konrad
- 2009: Christine Nöstlinger
- 2010: Theodor Kramer Gesellschaft
- 2011: Andreas Novak
- 2012: Gerhard Botz
- 2013: Judith Brandner
- 2014: Erich Hackl
- 2015: Maja Haderlap